# Panaguiúrishte
Panaguiúrishte (en búlgaro: Панагюрище; transliteración científica: Panagjurište) es una ciudad de la provincia de Pazardzhik, al oeste de Bulgaria. Está situada en un pequeño valle Sashtinska Sredna Gora. Está a 91 km de Sofía, hacia el este, a 43 km al norte de Pazardzhik y a 37 km al sur de Zlatitsa. La raíz del nombre, "panaguiur", procede del griego "πανηγήρι" (panagiri) que significa lugar imparcial.
Panaguiúrishte es sobre todo conocida por su activa participación en el levantamiento de abril contra el gobierno otomano de Bulgaria en 1876, cuando era el centro del 4º distrito revolucionario. El levantamiento fue reprimido y la ciudad fue incendiada y completamente destruida por los turcos.
El municipio de Panaguiúrishte coopera intensamente con los municipios de Koprivshtitsa, Strelcha e Hisarya en la esfera del turismo. 
Tras la Segunda Guerra Mundial Panaguiúrishte fue transformada en un gran centro industrial. La planta Asarel Medet de extracción y procesado del cobre tiene 2500 trabajadores y es la planta más grande de este tipo de los Balcanes. "Opticoelectron" es una planta de producción óptica planta, la única del país (740 trabajadores). Recientemente, a nueva planta similar, "Optix" fue fundada (320 trabajadores). hay dos grandes plantas textiles: "Ryton" (880 empleados) y "Bultex" (680 empleados). hay también una pequeña fábrica de plásticos, "Bunai" con unos 190 trabajadores y un pequeño número de empresas.
Nativos notables son el historiador y filólogo Marin Drinov (1838-1906) y el revolucionario Rayna Knyaginya (1856-1917).
En 1893 el escritor búlgaro Elín-Pelín se matriculó en la escuela de Panaguiúrishte.